# جيري فايل
جيري فايل (بالإنجليزية: Jerry Vale)‏ هو مغني وممثل أمريكي، ولد في 8 يوليو 1932 بنيويورك في الولايات المتحدة، وتوفي في 18 مايو 2014 في الولايات المتحدة.

## أعمال

### أفلام
- (1990) الأصدقاء الطيبون[8]

## وصلات خارجية
- جيري فايل على موقع IMDb (الإنجليزية)
- جيري فايل على موقع ميوزك برينز (الإنجليزية)
- جيري فايل على موقع إن إن دي بي (الإنجليزية)
- جيري فايل على موقع أول ميوزيك (الإنجليزية)
- جيري فايل على موقع ديسكوغز (الإنجليزية)
- جيري فايل على موقع قاعدة بيانات الفيلم (الإنجليزية)